# كلايتون هيكس
كلايتون هيكس (بالإنجليزية: Clayton Hicks)‏ هو شخصية أعمال وسياسي أمريكي، ولد في 17 يونيو 1919، وتوفي في 9 يونيو 1999. حزبياً، نشط في الحزب الجمهوري. وقد انتخب عضو مجلس ولاية ويسكونسن.